# Agrodiaetus
Agrodiaetus är ett släkte av fjärilar. Agrodiaetus ingår i familjen juvelvingar.

## Bildgalleri

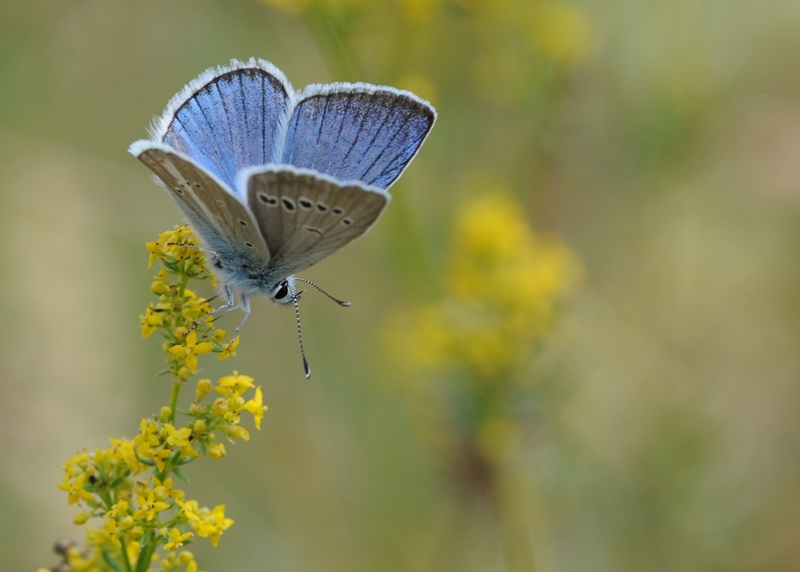
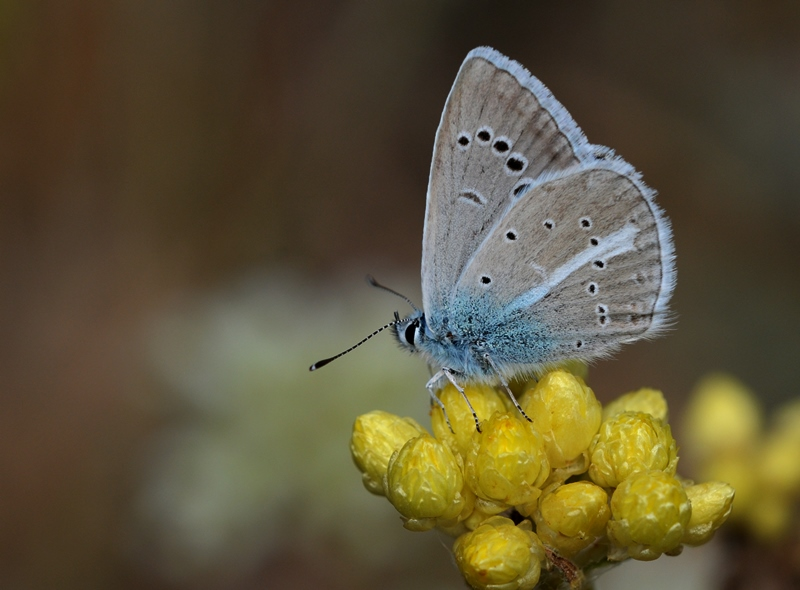
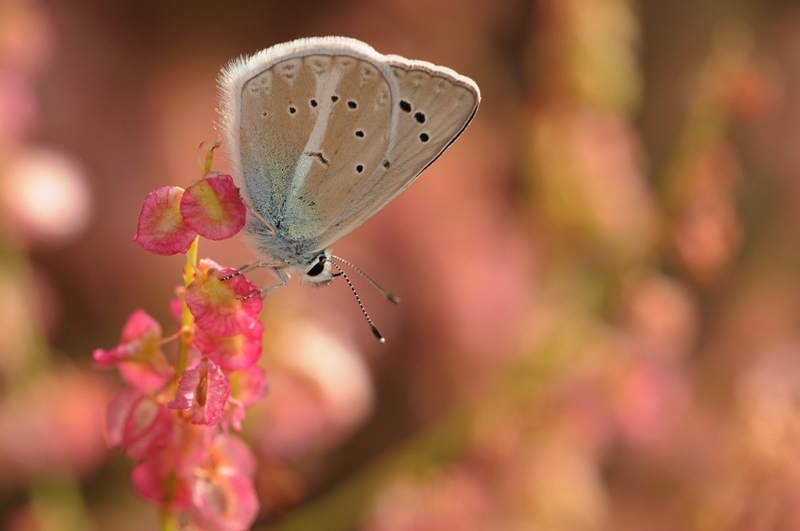
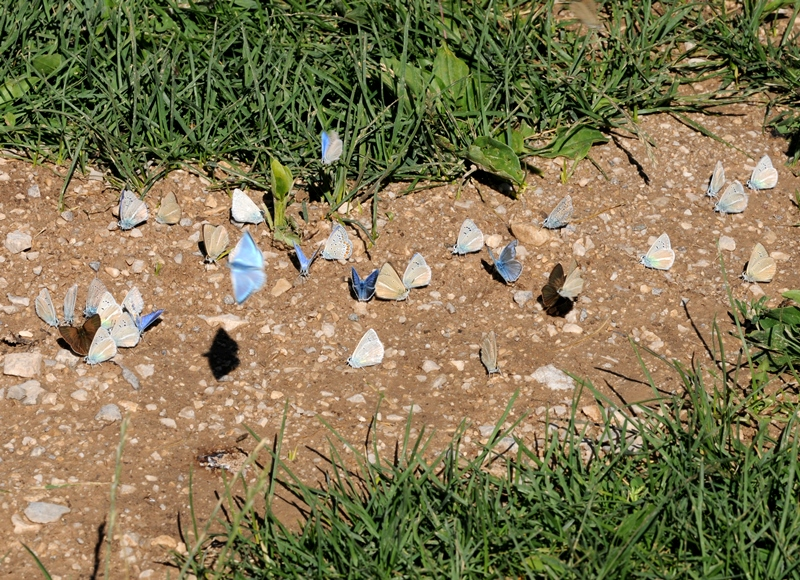

## Dottertaxa tillAgrodiaetus, i alfabetisk ordning[1]
- Agrodiaetus actinides
- Agrodiaetus actis
- Agrodiaetus acuta
- Agrodiaetus admetus
- Agrodiaetus aedon
- Agrodiaetus afghanica
- Agrodiaetus afghanistana
- Agrodiaetus agenjoi
- Agrodiaetus agraphomena
- Agrodiaetus ainsae
- Agrodiaetus alcestis
- Agrodiaetus alpestris
- Agrodiaetus altaica
- Agrodiaetus altaiensis
- Agrodiaetus altivagans
- Agrodiaetus amasyensis
- Agrodiaetus anatoliensis
- Agrodiaetus ansonia
- Agrodiaetus anticodiscoelongata
- Agrodiaetus antidolus
- Agrodiaetus araratensis
- Agrodiaetus aroaniensis
- Agrodiaetus aserbeidschana
- Agrodiaetus askhabadica
- Agrodiaetus athis
- Agrodiaetus ausonia
- Agrodiaetus avajica
- Agrodiaetus baltazardi
- Agrodiaetus barthae
- Agrodiaetus baytopi
- Agrodiaetus beureti
- Agrodiaetus biton
- Agrodiaetus bivittata
- Agrodiaetus bogra
- Agrodiaetus brandti
- Agrodiaetus cabrerae
- Agrodiaetus caerulea
- Agrodiaetus carmon
- Agrodiaetus centralitalica
- Agrodiaetus cerulea
- Agrodiaetus cespica
- Agrodiaetus ciscaucasica
- Agrodiaetus coerulea
- Agrodiaetus crassipuncta
- Agrodiaetus crassipunctata
- Agrodiaetus cyanea
- Agrodiaetus dagestanica
- Agrodiaetus dama
- Agrodiaetus damalis
- Agrodiaetus damocles
- Agrodiaetus damon
- Agrodiaetus damone
- Agrodiaetus damonides
- Agrodiaetus deebi
- Agrodiaetus demavendi
- Agrodiaetus difficillima
- Agrodiaetus dolus
- Agrodiaetus duplicata
- Agrodiaetus eberti
- Agrodiaetus ectabanensis
- Agrodiaetus elachista
- Agrodiaetus elbursica
- Agrodiaetus eriwanensis
- Agrodiaetus eurypilus
- Agrodiaetus evansi
- Agrodiaetus ex
- Agrodiaetus exoculata
- Agrodiaetus exuberans
- Agrodiaetus fabressei
- Agrodiaetus ferretis
- Agrodiaetus firdussii
- Agrodiaetus forsteri
- Agrodiaetus fulgens
- Agrodiaetus galloi
- Agrodiaetus gargano
- Agrodiaetus hadjina
- Agrodiaetus hamadanensis
- Agrodiaetus hopfferi
- Agrodiaetus humedasae
- Agrodiaetus infralunulata
- Agrodiaetus interjectus
- Agrodiaetus iphidamon
- Agrodiaetus iphigenia
- Agrodiaetus iris
- Agrodiaetus karinda
- Agrodiaetus kendevani
- Agrodiaetus kermansis
- Agrodiaetus khoshyeilaqi
- Agrodiaetus korbi
- Agrodiaetus kotshubeji
- Agrodiaetus kotzschi
- Agrodiaetus krymaea
- Agrodiaetus kurdistanica
- Agrodiaetus maculata
- Agrodiaetus malatiae
- Agrodiaetus maraschi
- Agrodiaetus melania
- Agrodiaetus merzbacheri
- Agrodiaetus merzbacherii
- Agrodiaetus mesopotamica
- Agrodiaetus mofidii
- Agrodiaetus mongolica
- Agrodiaetus mozuelica
- Agrodiaetus munzuricus
- Agrodiaetus nephohiptamenos
- Agrodiaetus nestica
- Agrodiaetus ninae
- Agrodiaetus noguerae
- Agrodiaetus nonacriensis
- Agrodiaetus obsoleta
- Agrodiaetus paracyanea
- Agrodiaetus paralcestis
- Agrodiaetus paravirgilia
- Agrodiaetus pelopi
- Agrodiaetus persica
- Agrodiaetus pfeiffer
- Agrodiaetus phillidis
- Agrodiaetus phyllis
- Agrodiaetus posthumus
- Agrodiaetus posticobasipunctata
- Agrodiaetus preactinides
- Agrodiaetus pseudactis
- Agrodiaetus pseudadmerus
- Agrodiaetus pseudoactis
- Agrodiaetus pseudocyanea
- Agrodiaetus pseudovirgilia
- Agrodiaetus pseudoxerxes
- Agrodiaetus punctata
- Agrodiaetus punctigera
- Agrodiaetus pyrenaica
- Agrodiaetus refulgens
- Agrodiaetus rickmersi
- Agrodiaetus ripartii
- Agrodiaetus rjabovi
- Agrodiaetus rueckbeili
- Agrodiaetus rufolunulata
- Agrodiaetus rufomaculata
- Agrodiaetus rufosaturior
- Agrodiaetus sajanensis
- Agrodiaetus scheffeli
- Agrodiaetus schuriani
- Agrodiaetus sennanensis
- Agrodiaetus sertavulensis
- Agrodiaetus sheljuzhkoi
- Agrodiaetus sibirica
- Agrodiaetus sinensis
- Agrodiaetus splendens
- Agrodiaetus splendida
- Agrodiaetus tankeri
- Agrodiaetus tekkeana
- Agrodiaetus tekkensis
- Agrodiaetus transcaspica
- Agrodiaetus turanensis
- Agrodiaetus turcicola
- Agrodiaetus turcicus
- Agrodiaetus ultramarina
- Agrodiaetus wagneri
- Agrodiaetus valiabadi
- Agrodiaetus vanensis
- Agrodiaetus wanensis
- Agrodiaetus violatae
- Agrodiaetus violetapunctata
- Agrodiaetus virgilia
- Agrodiaetus vittata
- Agrodiaetus xerxes
- Agrodiaetus zeituna
- Agrodiaetus zhicharevi